# Національний симфонічний оркестр Польського радіо

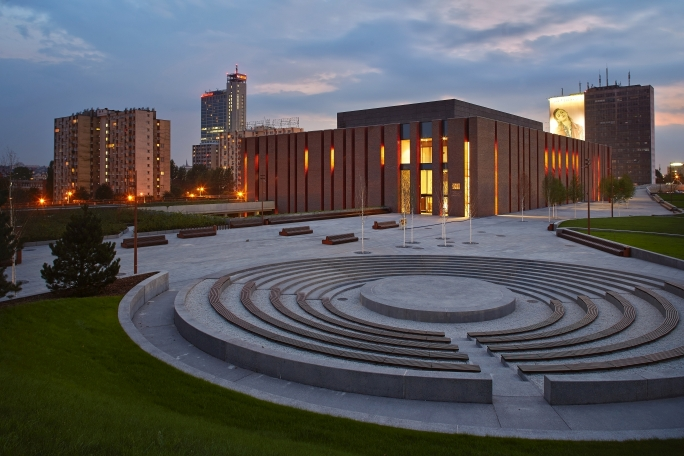
База NOSPR у м. Катовиці

Національний симфонічний оркестр Польського радіо (Narodowa Orkiestra Symfoniczna Polskiego Radia, NOSPR) в м. Катовиці — радіоансамбль, провідний симфонічний оркестр Польщі. Заснований 1935 року у Варшаві як Великий симфонічний оркестр Польського радіо (Wielka Orkiestra Symfoniczna Polskiego Radia) диригентом Гжегошем Фітельбергом, який був його керівником до вибуху Другої світової війни. У 1945 оркестр був відроджений Вітольдом Ровіцьким у Катовицях, а у 1947 до керівництва оркестру повернувся з еміграції Гжегож Фітельберг. Пізніше оркестром керували Ян Кренц (Jan Krenz, 1953-68), Казімеж Корд (Kazimierz Kord, 1969-73), Антоній Віт (Antoni Wit, 1983—2000), Габріель Хмура (Gabriel Chmura, з 2001).
За часи свого існування оркестр записав 185 компакт-дисків, зокрема це концерти для фортеіпано Прокоф'єва, «Турангаліла» О.Мессіана, нагороджені міжнародними призами, записи польських композиторів 20 століття, зокрема В.Лютославського.
Також оркестр постійно веде концертну діяльність і багато гастролює. З оркестром співпрацювали такі видатні інструменталісти і диригенти, як Марта Аргеріх, Леонард Бернстайн, Плачідо Домінго, Кирило Кондрашин, Маргарита Лонг, Вітольд Лютославський, Міша Майський, Курт Мазур, Кшиштоф Пендерецький, Мстислав Ростропович, Артур Рубінштейн та інші.